# Upperton (East Sussex)
Upperton – dzielnica miasta Eastbourne, w Anglii, w East Sussex, w dystrykcie Eastbourne. W 2011 roku dzielnica liczyła 10 464 mieszkańców.